# Ігри свідомості
Ігри свідомості (Minor Premise) — американський науково-фантастичний трилер 2020 року, знятий режисером Еріком Шульцем. Сценаристи — Ерік Шульц із Джастіном Моретто та Томасом Торрі.

## Про фільм
Син вченого нейробіолог Ітан займається дослідженнями підсвідомості та сподівається перевершити наукову спадщину свого батька. Він веде відлюдний спосіб життя і працює над важливим науковим відкриттям. Його батько, знаменитий учений, нещодавно помер, так і не встигнувши закінчити дослідження, і тепер Ітан продовжує його справу.
Суть експерименту — навчитися ізолювати певні частини мозку за допомогою спеціального пристрою та через них контролювати емоції і поведінку людей.
Ітан одержимий своєю роботою, але його розрахунки довгий час не призводять до жодного результату. Одного разу він нарешті робить прорив, але експеримент призводить до несподіваних наслідків. Ітан часто втрачає свідомість, погано пам'ятає, що він робив, і починає дивно поводитися.
За допомогою своєї колишньої дівчини Еллі Ітан повинен зупинити зміни у своєму мозку, поки їх наслідки ще можна виправити.

## Знімались
| Актор               | Роль     |
| ------------------- | -------- |
| Сатья Шрідаран      | Ітан     |
| Патон Ашбрук        | Еллі     |
| Дана Ешбрук         | Малкольм |
| Пурва Беді          | Маггі    |
| Мелані Ніколлс-Кінг | Дін      |
| Каррон Грейвс       | Лаурен   |